# Erich Schincke
Erich Schincke (* 23. Dezember 1917; † 12. Februar 1979) war ein deutscher Mathematiker.

## Leben
Der Sohn von Alfred Schincke (1891–1981) und dessen Ehefrau Meta (1890–1967) aus Johanngeorgenstadt promovierte 1953 an der Universität Halle-Wittenberg mit der Dissertation Lösungen des dritten Randwertproblems der Potentialtheorie und der Prandtlschen Integrodifferentialgleichung. Er wurde 1963 Dozent an der Universität in Halle und war dort von 1965 bis zu seinem Tod 1979 Professor für Numerische Mathematik mit Lehrauftrag.

## Werke
- mit Hans Schubert: Zur Ermittlung von Unterschallströmungen mit der Transformationsmethode bei quadratischer Approximation der Adiabate. Akademie-Verlag, Berlin 1955
- mit Hans Schubert: Zum Konturproblem der Hodographenmethode im Unterschall. Akademie Verlag, Berlin 1957
- mit Hans Schubert: Die Berechnung einer zirkulationslosen Unterschallströmung um den Kreiszylinder mit der Hodographenmethode. Akademie-Verlag, Berlin 1959
- Stetige schallnahe Potentialströmungen um eine Familie symmetrischer Profile mit abgerundeter Nase und ihre Grenzlinieneigenschaften. Akademie-Verlag, Berlin 1962, 2. Aufl. 1963